# Nintendo Switch 2
Nintendo Switch 2 (vývojové označení Ounce) je nadcházející japonská herní konzole kombinovaná s handheldem, vyvinutá společností Nintendo a představená veřejnosti 16. ledna 2025. Jako původní Nintendo Switch, vydaný v roce 2017, je Switch 2 hybridní konzole, kterou lze využít jako přenosný handheld, nebo jako standardní konzole s pomocí odnímatelných ovladačů.
Oproti původnímu modelu z roku 2017 je konzole vybavena větším LCD displejem s podporou HDR, delším životností baterie, větším úložištěm a novými ovladači, Joy-Con 2, které se připojují ke konzoli pomocí magnetů.
V handheld módu konzole disponuje rozlišením 1080p s frekvencí 120 Hz. V dockovaném režimu konzole disponuje rozlišením 4K s frekvencí 60 Hz. Některé hry pro Nintenda Switch lze hrát ve vylepšeném režimu.
Práce na vývoji nástupce původní verze Nintenda Switch započaly již v roce 2019, v říjnu 2020 pak společnost Nintendo skutečně potvrdila, že vyvíjí novou generaci konzole. Existence konzole byla potom oficiálně potvrzena v květnu 2024. Společnost původně plánovala konzoli vydat na konci roku 2024, nakonec bylo vydání přesunuto až na červen 2025. K oficiálnímu představení došlo 16. ledna 2025.
Při prezentaci "Nintendo Switch 2 Direct" dne 2. dubna 2025 bylo oznámeno, že Nintendo Switch 2 bude v prodeji od 5. června 2025. Při prezentaci zároveň bylo oznámeno několik herních titulů, které pro zařízení vyjdou, mezi něž patří například Mario Kart World. V několika městech po celém světě se až do vydání herní konzole začaly konat výstavy "Nintendo Switch 2 Experience", na nichž je možno vyzkoušet si zařízení ještě před oficiálním spuštěním.